# Organización territorial de Uganda

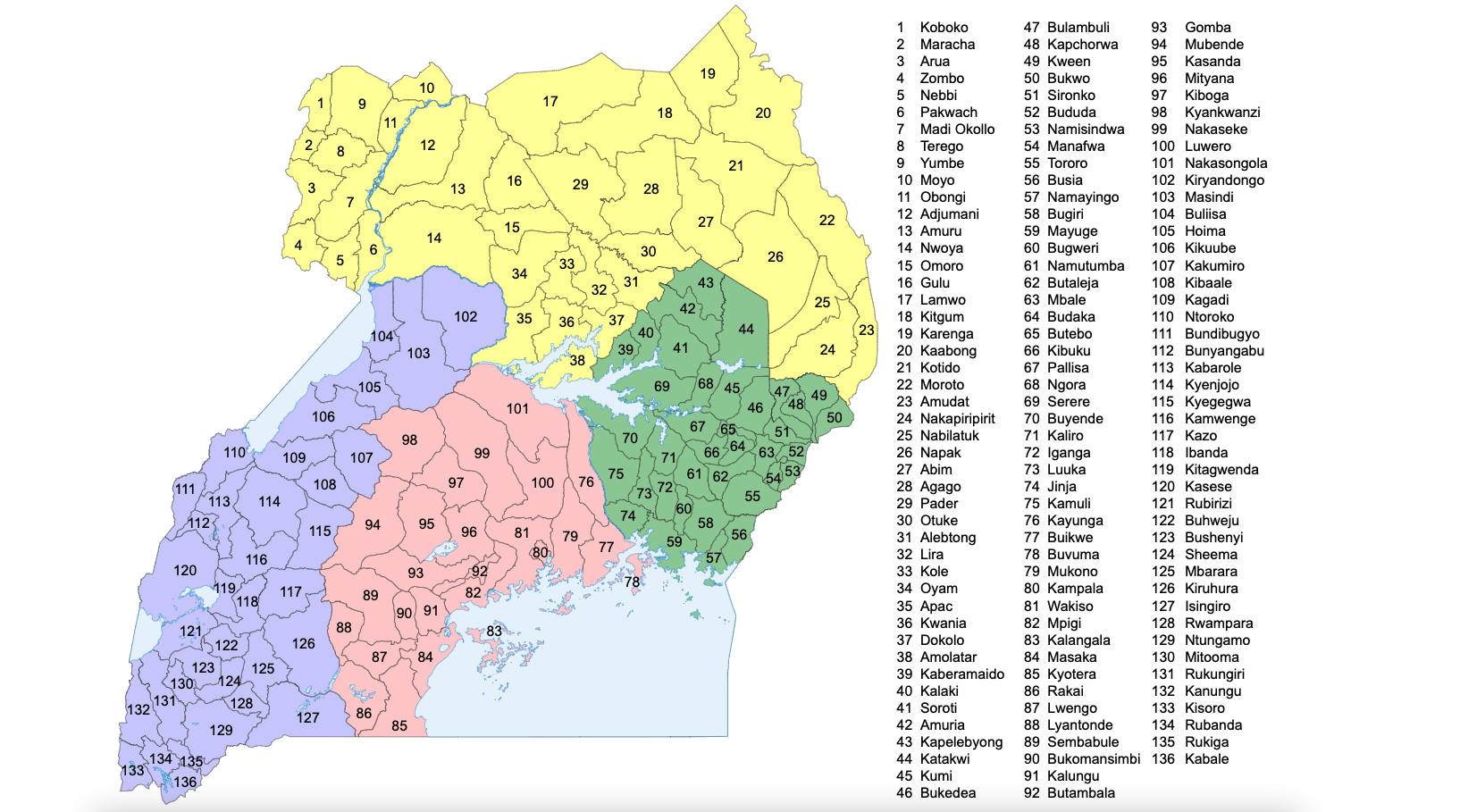
Distritos ugandeses desde 2020.

Uganda actualmente se divide en 136 distritos y están distribuidos a lo largo de cuatro regiones, aunque estas carecen de relevancia administrativa. Los distritos toman el nombre de su capital.

## Regiones
El territorio ugandés se encontraba dividido en setenta distritos, y el 1 de julio de 2006 el número de distritos se incrementó de 78 a 80. A su vez, estos distritos se agrupan en cuatro regiones:
- Norte
- Este
- Central
- Oeste

## Distritos
Los distritos a su vez están divididos en condados (counties), subcondados (sub-counties) y parroquias (parishes).
Abajo encontrará los datos arrojados por el censo de 2002. Los resultados del censo fueron determinantes para la reorganización político-administrativa de Uganda, pues de cincuenta y seis distritos que tenía en 2002, pasó a tener setenta en julio de 2005. 
Los distritos deben su nombre a la ciudad cabecera. Por ejemplo, la ciudad de Kampala se encuentra en el Distrito de Kampala. Los antiguos reinos tradicionales también mantienen su presencia simbólica, cultural y étnica en la organización político-administrativa del país con cierto reconocimiento oficial, siendo el mayor de ellos el de Buganda.
A mediados de 2010 se decidió incrementar el número de distritos a ciento once y mantener una ciudad autónoma (Kampala). Varios distritos han visto reducido su territorio a causa de la creación de las nuevas divisiones administrativas. Como consecuencia de esa medida, el Distrito de Nyadri desapareció ya que la totalidad de su extensión territorial se subdividió en un nuevo distrito.
En 2018 nuevammente se incrementó el número de distritos llegando a 121; y desde 2020 se pasó a 136.

### Lista de los ciento treinta y seis distritos administrativos de Uganda
- Abim
- Adjumani
- Agago
- Alebtong
- Amolatar
- Amudat
- Amuria
- Amuru
- Apac
- Arua
- Budaka
- Bududa
- Bugiri
- Bugweri
- Buhweju
- Buikwe
- Bukedea
- Bukomansimbi
- Bukwo
- Bulambuli
- Buliisa
- Bundibugyo
- Bunyangabu
- Bushenyi
- Busia
- Butaleja
- Butambala
- Butebo
- Buvuma
- Buyende
- Dokolo
- Gomba
- Gulu
- Hoima
- Ibanda
- Iganga
- Isingiro
- Jinja
- Kaabong
- Kabale
- Kabarole
- Kaberamaido
- Kagadi
- Kakumiro
- Kalangala
- Kaliro
- Kalungu
- Kampala (ciudad autónoma)
- Kamuli
- Kamwenge
- Kanungu
- Kapchorwa
- Kapelebyong
- Karenga
- Kasanda
- Kasese
- Katakwi
- Kayunga
- Kibaale
- Kiboga
- Kibuku
- Kikuube
- Kiruhura
- Kiryandongo
- Kisoro
- Kitagwenda
- Kitgum
- Koboko
- Kole
- Kotido
- Kumi
- Kwania
- Kween
- Kyankwanzi
- Kyegegwa
- Kyenjojo
- Kyotera
- Lamwo
- Lira
- Luuka
- Luwero
- Lwengo
- Lyantonde
- Madi-Okollo
- Manafwa
- Maracha-Terego
- Masaka
- Masindi
- Mayuge
- Mbale
- Mbarara
- Mitooma
- Mityana
- Moroto
- Moyo
- Mpigi
- Mubende
- Mukono
- Nabilatuk
- Nakapiripirit
- Nakaseke
- Nakasongola
- Namayingo
- Namisindwa
- Namutumba
- Napak
- Nebbi
- Ngora
- Ntoroko
- Ntungamo
- Nwoya
- Obongi
- Omoro
- Otuke
- Oyam
- Pader
- Pakwach
- Pallisa
- Rakai
- Rubanda
- Rubirizi
- Rukiga
- Rukungiri
- Sembabule
- Serere
- Sheema
- Sironko
- Soroti
- Terego
- Tororo
- Wakiso
- Yumbe
- Zombo
- Kazo
- Rwampara
- Kitagwenda